# Bayerisches Brauereimuseum

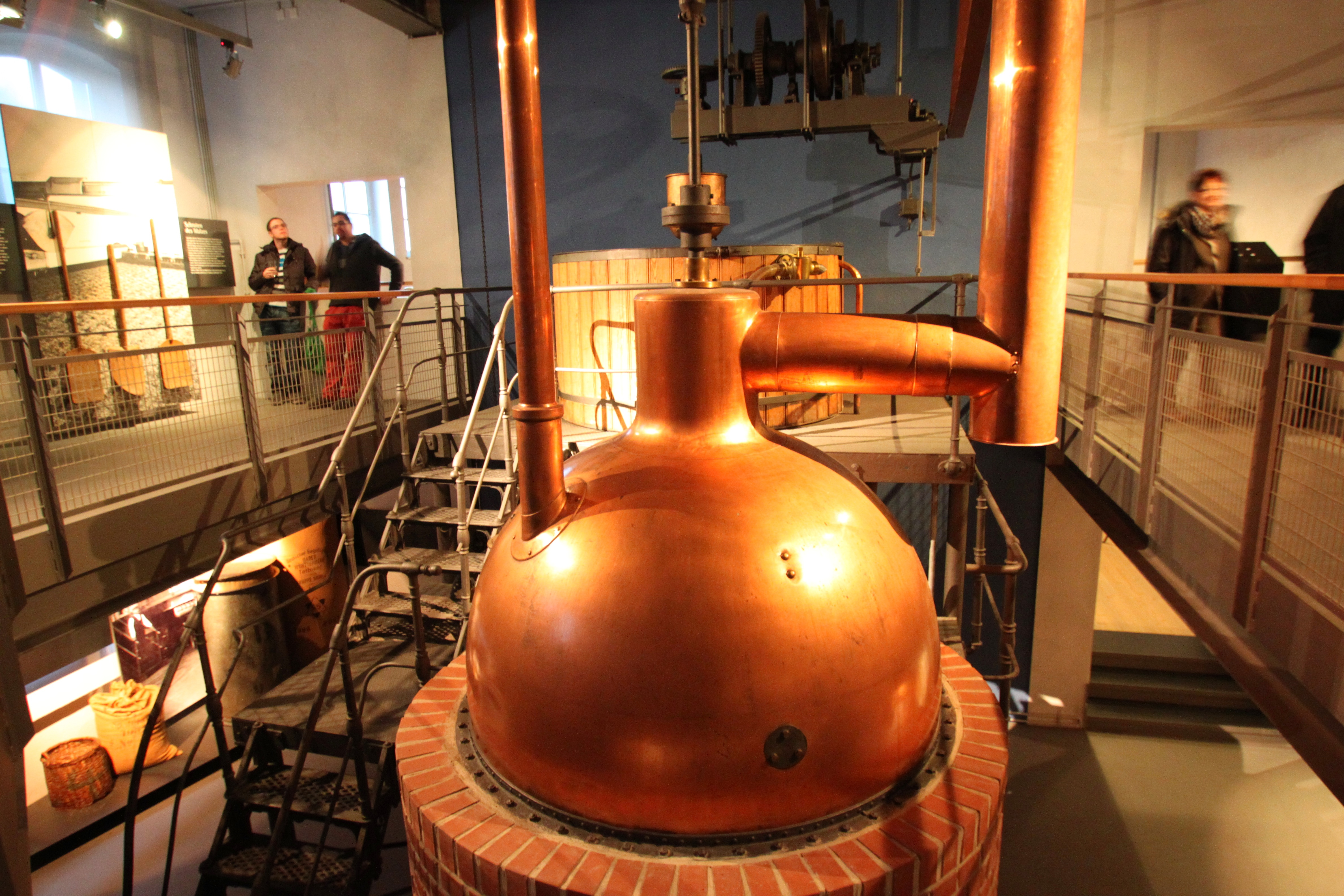
Kupferner Sudkessel

Das Bayerische Brauerei- und Bäckereimuseum (entsprechend dem thematischen Schwerpunkt auch kurz Bayerisches Brauereimuseum genannt) ist ein Spezialmuseum in der Kreisstadt Kulmbach in Oberfranken, das sich mit der Kunst des Bierbrauens befasst. Es wurde im Jahr 1994 eröffnet und befindet sich im Kulmbacher Mönchshof in einem Gebäudekomplex mit dem Bayerischen Bäckereimuseum und dem Deutschen Gewürzmuseum. Der Träger sind die Museen im Kulmbacher Mönchshof e.V.

## Über das Museum
Das Museum wurde 1994 als Bayerisches Brauereimuseum auf einem ungenutzten Gelände der stillgelegten Mönchshofbrauerei in Kulmbach gegründet. Von der typisch fränkischen Brauerei sind heute noch mehrere Exponate wie auch das originale Sudhaus erhalten.
Mit über 3000 Quadratmetern Ausstellungsfläche ist das Bayerische Brauereimuseum eines der größten Spezialmuseen und stellt in den einzelnen Abteilungen die besondere Bedeutung des Bieres in Bayern, Franken und insbesondere in Oberfranken dar. Die Ausstellung beginnt thematisch mit der Kunst des handwerklichen Bierbrauens um das Jahr 1900. Der Weg durch die Ausstellung führt dann vom Bierbrauen zur  Zeit der alten Ägypter über die Zeit der Römer und Kelten bis zum mittelalterlichen Bierbrauen der Mönche.
Als weitere Stationen des Rundganges folgen dann die Themen „Werbung rund ums Bier“ und „Brauereiarchitektur“. Dabei lässt sich die Revolutionierung des Brauwesens durch die Industrialisierung anschaulich nachvollziehen. Ebenso wird deutlich, dass das Brauen auch heute noch eine hohe handwerkliche Kunst ist.
Die Themenbereiche werden durch wertvolle Exponate wie alte Bierkrüge, Sudhäuser und bibliophile Kleinodien abgerundet. Darunter eine 3000 Jahre alte aus einem Hügelgrab bei Kasendorf stammende Bieramphore, die als das wohl älteste Indiz das Bierbrauen auf deutschem Boden gilt.
Am Ende des Museumsbesuchs wird die „Gläserne Brauerei“ mit ihren durchsichtigen Sudkesseln und mit Kupferhauben durchlaufen. Hier können die Besucher den Brauprozess beobachten. In unmittelbarer Nähe des Museums befinden sich ein „altehrwürdiger Großbiergarten“, ein Brotmuseum und ein Gewürzmuseum.

## Auszeichnungen
- 2003: „Goldene BierIdee“ des Bayerischen Brauerbundes und des Bayerischen Hotel- und Gaststättenverbandes für die Bewahrung, Pflege und die zeitgemäße Präsentation des traditionsreichen Braugewerbes und der bayerischen Bierkultur.[3]